# Eugène Delahoutre
Eugène Delahoutre né le 4 février 1893 à Linselles (Nord) et mort le 1er février 1981 à Cannes (Alpes-Maritimes), est un homme politique français.

## Biographie
Après des études de Droit, il s'installe à Clermont (Oise) où il exerce la profession de notaire.
Lors de la Deuxième Guerre Mondiale il s'engage, comme résistant au sein de l'Armée Secrète, puis de l'Organisation Civile et Militaire, il est nommé président de la délégation municipale de Clermont (équivalent du Maire) en 1944.
Maire de Clermont de 1945 à 1947, il est élu Conseiller général de l'Oise et député (première assemblée constituante) en octobre 1945, sous la bannière du Mouvement républicain populaire.
Réélu à la Deuxième Constituante en juin 1946), puis à l'Assemblée Nationale en novembre de cette même année.
Pendant toute cette période, il participe activement à l'activité parlementaire, au sein notamment de la commission de la Justice, mais aussi sur les questions qui intéressent plus particulièrement son département, et notamment les questions agricoles.
En 1951, il n'est pas réélu à l'Assemblée nationale, mais continue de siéger au conseil général de l'Oise, représentant le canton de Clermont.
Après un nouvel échec aux législatives, en 1956, il abandonne cependant la vie politique.
Il meurt le 1er février 1981 à Cannes (Alpes-Maritimes).